# Gołubieński Ogród Botaniczny
Gołubieński Ogród Botaniczny powstał w latach 1971–1983 i jest własnością prywatną. Na obszarze 3,68 ha gromadzi ponad 6 tysięcy gatunków i odmian roślin pochodzących z różnych stref klimatycznych świata, w tym ponad 200 gatunków chronionych i zagrożonych wyginięciem. Ogród prowadzi działalność dydaktyczną i naukową, należy do Rady Krajowej Ogrodów Botanicznych oraz do Międzynarodowego Towarzystwa Ogrodów Botanicznych (BGCI).

## Lokalizacja
Ogród położony jest na obszarze Kaszubskiego Parku Krajobrazowego we wsi Gołubie w gminie Stężyca, na trasie turystycznego szlaku Wzgórz Szymbarskich.

## Historia
Ogród powstawał etapami. Na początku lat trzydziestych XX wieku wykarczowano las porastający zbocza, a teren po nim przeznaczono na grunty orne. Powierzchnia równinna była użytkowana rolniczo. Obok zabudowań gospodarskich urządzono ogród ozdobny. Taki sposób użytkowania ziemi trwał od 1935 do 1971 roku. Od 1972 roku rozpoczął się intensywny rozwój ogrodu ozdobnego. W 1982 roku jego kolekcje liczyły ok. 455 taksonów roślin zielnych i drzewiastych. Stale powiększająca się liczba taksonów i usystematyzowany układ kolekcji, doprowadziły do ukształtowania się ogrodu o charakterze botanicznym. Od 1983 roku zaczęto używać nazwy Gołubieński Ogród Botaniczny, a w 1984 roku Ogród został wprowadzony do gminnego planu zagospodarowania przestrzennego Gminy Stężyca, w powiecie kartuskim.
Prowadzi działalność naukową, dydaktyczną i społeczną. Ogród Botaniczny w Gołubiu jest członkiem Rady Ogrodów Botanicznych w Polsce. Należy do Polskiego Towarzystwa Ogrodów Botanicznych.
W 1995 roku wyróżniony został medalem im. prof. B. Hryniewieckiego za upowszechnianie wiedzy botanicznej.

## Działy i Kolekcje Roślinne
Zgromadzono tu kolekcję roślin liczącą ok. 6000 gatunków i odmian (w tym 150 gatunków prawnie chronionych). Ogród rozwija się pod patronatem Katedry Ekologii Roślin i Ochrony Przyrody Uniwersytetu Gdańskiego. 
- Dział ekologiczny
- Dział roślin leczniczych
- Dział roślin ozdobnych
- Arboretum
- Ogród dendrologiczny
- Dział zadrzewienia

## Dyrektorzy i kierownicy Gołubieńskiego Ogrodu Botanicznego
- 1985 – Zbigniew Butowski

## Godziny otwarcia
Gołubieński Ogród Botaniczny w Kaszubskim Parku Krajobrazowym jest czynny codziennie od 15 kwietnia do 31 października w godz. od 10.00 do 18.00.
Wstęp płatny.